# Обсерваторія Університету Карачі
Обсерваторія Університету Карачі (урду جامعہِ کراچی رصد گاہ, Karachi University Observatory) — астрономічна обсерваторія в Пакістані, на території кампусу Університету Карачі. Обсерваторія була побудована в 1995 році, нею керує Інститут космічної та планетарної астрофізики. Стовпи телескопу уходять в землю на глибину 5 метрів, що допомагає убезпечити телескоп від сейсмічної активності.